# Phetdarin Somrat
Phetdarin Somrat, née le 6 juin 1995 à Chiang Mai, est une coureuse cycliste thaïlandaise, spécialisée dans le cyclisme sur route.

## Carrière
En 2013, alors qu'elle est encore junior, elle remporte la 2e étape du Tour de Thaïlande.
En 2016, elle participe individuellement au Trophée d'Or féminin en France. En fin de saison, elle est conviée aux championnats du Monde de contre-la-montre, mais elle est disqualifiée après avoir gêné Annemiek van Vleuten lorsque cette dernière l'a dépassée
Après le Trophée d'Or, l'invitation de la sélection de Thaïlande au Tour cycliste féminin international de l'Ardèche 2017 lui permet d'avoir des premières expériences de courses par étape en Europe. La saison suivante, elle est recrutée par la WCC Team, l'équipe du centre mondial du cyclisme.
En 2019 elle prépare, avec l'équipe de Thaïlande, les Jeux de Tokyo qui doivent avoir lieu l'année suivante, en participant à la Kreiz Breizh Elites. Elle n'est cependant pas sélectionnée pour participer aux Jeux, qui n'ont finalement lieu qu'à l'été 2021.
En 2024, elle remporte les titres nationaux tant sur la course en ligne que sur le contre-la-montre, ce qui lui permet de représenter son pays aux Jeux olympiques de Paris 2024. Elle termine 34e, et avant-dernière, du contre-la-montre et 78e, et dernière classée, de la course en ligne.

## Palmarès sur route

### Par années
- 2013
  - 2e étape du Tour de Thaïlande
- 2014
  -  Championne de Thaïlande du contre-la-montre
  - 3e du championnat de Thaïlande sur route
- 2017
  - Tour de Thaïlande
    - Classement général
    - 3e étape
- 2019
  -  Médaille de bronze aux Jeux d'Asie du Sud-Est du contre-la-montre
- 2020
  -  Championne de Thaïlande du contre-la-montre
- 2021
  -  Championne de Thaïlande du contre-la-montre
  - 2e du championnat de Thaïlande sur route
- 2022
  -  Championne de Thaïlande du contre-la-montre
  - Tour de Thaïlande
    - Classement général
    - 2e étape

  -  Médaille de bronze aux Jeux d'Asie du Sud-Est du contre-la-montre
- 2023
  - 2e du championnat de Thaïlande sur route
  - 2e du championnat de Thaïlande du contre-la-montre
- 2024
  -  Championne de Thaïlande sur route
  -  Championne de Thaïlande du contre-la-montre
- 2025
  -  Championne de Thaïlande sur route
  -  Championne de Thaïlande du contre-la-montre

### Classements mondiaux
| Année                                 | 2014 | 2015 | 2016 | 2017 | 2018 | 2019 | 2020 | 2021 | 2022 | 2023 | 2024 |
| ------------------------------------- | ---- | ---- | ---- | ---- | ---- | ---- | ---- | ---- | ---- | ---- | ---- |
| Classement UCI                        | 308e | 426e | 250e | 92e  | 221e | 944e | 161e | 350e | 140e | 267e | 213e |
| UCI World Tour                        |      |      | nc   | nc   | nc   | nc   | nc   | nc   | nc   | 317e | 275e |
|                                       |      |      |      |      |      |      |      |      |      |      |      |
| Légende : nc = non classéSource : UCI |      |      |      |      |      |      |      |      |      |      |      |